# Соролансаарі
Сороланса́рі (рос. Соролансари, фін. Sorolansaari) — невеликий острів у Ладозькому озері. Належать до групи Західних Ладозьких шхер. Територіально належить до Лахденпохського району Карелії, Росія.
Довжина 7,5 км, ширина 3 км.
Острів витягнутий з північного заходу на південний схід, утворюючи південний край Якімварської затоки. Має декілька дрібних озер та струмків. Північні та східні береги сильно порізані, кам'янисті. Найвища точка — 91 м в центрі. Майже весь вкритий лісами.
На північному заході розташоване село Сорола, до якого збудовано міст з материка.